# جيهان البحار
جيهان البحار هي سيناريست ومخرجة أفلام مغربية.

## مسيرتها
خريجة شعبة السمعي البصري من كلية ابن مسيك بالدار البيضاء، ساهمت في كتابة سيناريو العديد من السيتكومات، منها على الخصوص لالة فاطمة، ودار امي هنية، وياك حنا جيران، كما شاركت في كتابة مجموعة من الأفلام التلفزيونية والأفلام السينمائية، قبل أن تقوم بإخراج فيلمها القصير الأول سنة 2008 «شيفت زائد حذف» الذي توج في مجموعة من المهرجانات الوطنية والدولية.

## روابط خارجية
- جيهان البحار على موقع IMDb (الإنجليزية)
- جيهان البحار على موقع قاعدة بيانات الأفلام العربية